# Article 15 de la Constitution tunisienne de 1959
L’article 15 de la Constitution tunisienne de 1959 est le quinzième des 78 articles de la Constitution tunisienne adoptée le 1er juin 1959. Il définit les principes fondamentaux de la République tunisienne.
Il fait partie des 17 articles du chapitre intitulé « Dispositions générales », qui décrit les dispositions relatives aux principes de base de l'État tunisien de l'article 1 à l'article 4, ainsi qu'aux droits et aux devoirs du citoyen de l'article 5 à l'article 17.

## Texte
« La défense de la patrie et de l'intégrité du territoire est un devoir sacré pour chaque citoyen. »